# Vývěry Punkvy
Vývěry Punkvy jsou národní přírodní rezervace, která se rozkládá na 556,5 ha na území Suchého a Pustého žlebu a Punkevního údolí v Moravském krasu. Rezervací byla vyhlášena v roce 1997. Oblast spravuje Agentura ochrany přírody a krajiny České republiky – regionální pracoviště Jižní Morava.

## Charakteristika území
V lokalitě se nacházejí vývěry říčky Punkvy, Punkevní jeskyně, propast Macocha, Kateřinská jeskyně, Amatérská jeskyně, Koňský spád a mnoho dalších volně přístupných či nepřístupných jeskyní a jiných zajímavých přírodních úkazů.
V rezervaci rostou smrky, jasany, javory, jedle, tisy, a další druhy dřevin. Nachází se zde mnoho chráněných a vzácných druhů rostlin, jako je např. měsíčnice vytrvalá (Lunaria rediviva), ploštičník evropský (Cimicifuga europaea), jelení jazyk celolistý (Phyllitis scolopendrium) či kruhatka Matthiolova (Cortusa matthioli), pro kterou je propast Macocha jediným místem výskytu v Česku, a další.
V krasových žlebech žijí vzácní živočichové, jako je např. motýl píďalka šťavelová (Entephria infidaria) a píďalka kuřičková (Perizoma taeniatum). V jeskyních přezimuje vrápenec malý (Rhinolophus hipposideros), netopýr velký (Myotis myotis) a netopýr černý (Barbastella barbastellus).
V rezervaci se nachází zřícenina hradu Blansek a jediný dosud známý jeskynní hrad v Česku – Rytířská jeskyně. Na zajímavosti v lokalitě upozorňují panely Naučné stezky Macocha.